# Pirjo Seppä
Pirjo Seppä, född den 8 februari 1946 i Vederlax, är en finländsk orienterare som blev världsmästarinna i stafett 1972, hon har även tagit ett VM-silver och ett VM-brons.